# Palau-saverdera
Palau-saverdera är en kommun i Spanien.   Den ligger i provinsen Província de Girona och regionen Katalonien, i den östra delen av landet, 600 km öster om huvudstaden Madrid. Antalet invånare är 1 481. Arean är 16,5 kvadratkilometer. Palau-saverdera gränsar till Castelló d'Empúries, El Port de la Selva, Roses, La Selva de Mar och Pau. 
Terrängen i Palau-saverdera är platt åt sydväst, men åt nordost är den kuperad.